# ヤマザキモータース
ヤマザキモータース（本名：山崎 晋（やまざき すすむ）、1969年2月23日 - ）は、日本のお笑い芸人。所属事務所は太田プロダクション。滋賀県出身。滋賀県立八日市高等学校卒業。1年の浪人後、明治大学商学部に進学し、同校卒業。既婚。
旧芸名はノンキー山崎。

## 人物
大学進学のため上京後、アルバイト先の同僚であった白川安彦（現・放送作家）と「ノンキース」結成という形でお笑い芸人となる。
2005年10月、健康問題上の理由から4ヶ月入院、退院後リハビリを続けながら、芸能活動を再開。
現在はCS放送のMC等で活動する傍ら、太田プロエンタテイメント学院の講師も務める。またお笑いライブ「モータースLIVE」を主催する。
竜兵会メンバーであり、その他レッド吉田（TIM）、堀内健（ネプチューン）村田渚（元フォークダンスDE成子坂、鼻エンジン）、設楽統（バナナマン）などとと交流があり、本人のブログに彼等の名前が登場する。
ジャガー横田のファンである。

## 芸歴
1992年、白川安彦と「ノンキーズ」を結成。ツッコミを担当。デビュー当時は「ノンキース」名義だった。「爆笑BOOING」「オールナイト・フジR」などの勝ち抜きネタ番組ではチャンピオンになる。「Nonkeys」の名前で歌手としても活動しており、全部で4作品を発表している。どちらも歌唱力が高く、全国的なヒットは無かったが、芸人仲間からの評価は高かった（詳細はノンキーズ#歌手活動を参照）。2002年8月にノンキーズは解散し、白川は作家に転向した。
2004年4月に後輩芸人・末吉くんと「山崎末吉」を結成し、こちらでもツッコミとして活動していた。しかし、2005年10月に急性散在性脳脊髄炎（ADEM）を発症し、長期入院。
退院後もリハビリの為、本意な活動が出来なくなった。その間、末吉くんはピン芸人としての活動を行っており、そちらでの活動に専念したいという理由から、2007年2月末で山崎末吉を解散。翌年の「くらげライダー」結成まではリハビリの傍らピン芸人として芸能生命を継続。
2007年6月、かつての相方白川・末吉両名の計らいによりCS放送テレ朝チャンネル『ダチョ・リブレ』内で芸名を「ヤマザキモータース」に再改名することを発表した。
2008年4月7日、元鼻エンジンの松丘慎吾と「松丘山崎」の暫定コンビ名で漫才を披露、という形で松丘とコンビ結成、同年5月2日、松丘とのコンビ名が「くらげライダー」に決定し正式にコンビとして活動。しかし2014年5月一杯をもってくらげライダーは解散。再びピン芸人となり、相方の松丘は妻・赤プルと「赤プルと旦那」→「チャイム」の夫婦コンビを結成。
2016年からは島田洋七の弟子であった元「B'」（1999年に「ダムダムダン」に改名）のダムダム正一（元サンミュージック所属）と共に「カンキョーズ」というユニットを結成、地球温暖化や環境問題を題材としたコント、漫才を披露する他、全国各地で講演も行っている。（この種の活動の時のみのユニット）

## 芸風
- パラダイステレビでのMCにおいて「勃っとる！勃っとる！」や「濡れとるやないか」という下ネタのフレーズがある。
- ノンキーズ・山崎末吉時代は一貫してツッコミだったが、一時くらげライダー時代ボケに転向→再びツッコミに戻った経緯を持つ。

## 出演
※いずれもピンとしての出演。
- アリケン（テレビ東京）
- ムチャブリ（TBS）
- ダチョ・リブレ「ばっかス」（テレ朝チャンネル）

- デジドル＠DEEP（MONDO21）
- 有吉弘行のSUNDAY NIGHT DREAMER（JFN）
- 劇団サンバカーニバル（FM FUJI）